# Dresden-Reick
Dresden-Reick je stanice S-Bahn Dresden v Drážďanech na železniční trati Děčín – Dresden-Neustadt. Stanice má nástupiště s dvěma kolejemi pro příměstskou železnici i odstavné koleje s údržbářským zařízením pro vlaky InterCity a Intercity-Express končící na hlavním nádraží.

## Historie
Původně bylo toto nádraží otevřeno v roce 1848 jako nákladové nádraží železniční tratě z Drážďan do Děčína. V roce 1857 bylo kvůli neuspokojivým službám předkládek zase zavřeno. Teprve o 50 let později – po rozšíření tratě mezi Drážďany a Pirnou na čtyři koleje – bylo nádraží Reick (od roku 1913 Dresden-Reick) dne 7. května 1906 znovu otevřeno pro nákladní dopravu a přepravu dobytka; v následujícím roce dne 1. prosince 1907 potom i pro osobní dopravu.
Potom se vystavěla rozsáhlá zařízení s deseti průjezdnými kolejemi, dalšími odstavnými kolejemi a překladištní nádraží se spojením se sítí dopravního podniku města Drážďan a podnikem městských služeb.
Po druhé výstavbě na čtyři koleje národním dopravcem Deutsche Bahn a zrušení nákladní dopravy od roku 1999 bylo nákladové nádraží zbořeno. Do prosince 2009 se postavily nové odstavné koleje a údržbářské zařízení pro vlaky InterCity a Intercity-Express končící na hlavním nádraží. Před dokončením výstavby se tyto vlaky odstavovaly zčásti na nákladovém nádraží Dresden-Neustadt.

## Umístění
V rámci výstavby se přesunulo nástupiště příměstské železnice od nádražní budovy nad silniční podjezd. Tam zastavují vlaky linky S1 a S2 příměstské železnice (S-Bahn); každá z nich jezdí v 30minutových intervalech. Dálkové vlaky stanicí zpravidla projíždějí, obsluhují ji zato jednotlivé regionální vlaky ve směru na Altenberg či Děčín. Příměstská železnice i vlaky dálkové resp. nákladní dopravy zde mají svoje tratě.
Stanice je bezbariérová, v podjezdu se nachází autobusová zastávka linek 64, 65 a 87 MHD. Mimo to je severně od stanice parkoviště P+R. Kvůli novému umístění nástupiště se staniční budova už nepoužívá.